# Wabarra pallida
Wabarra pallida är en spindelart som beskrevs av Davies 1996. Wabarra pallida ingår i släktet Wabarra och familjen mörkerspindlar.
Artens utbredningsområde är Queensland. Inga underarter finns listade i Catalogue of Life.